# Athenaeum Theatre

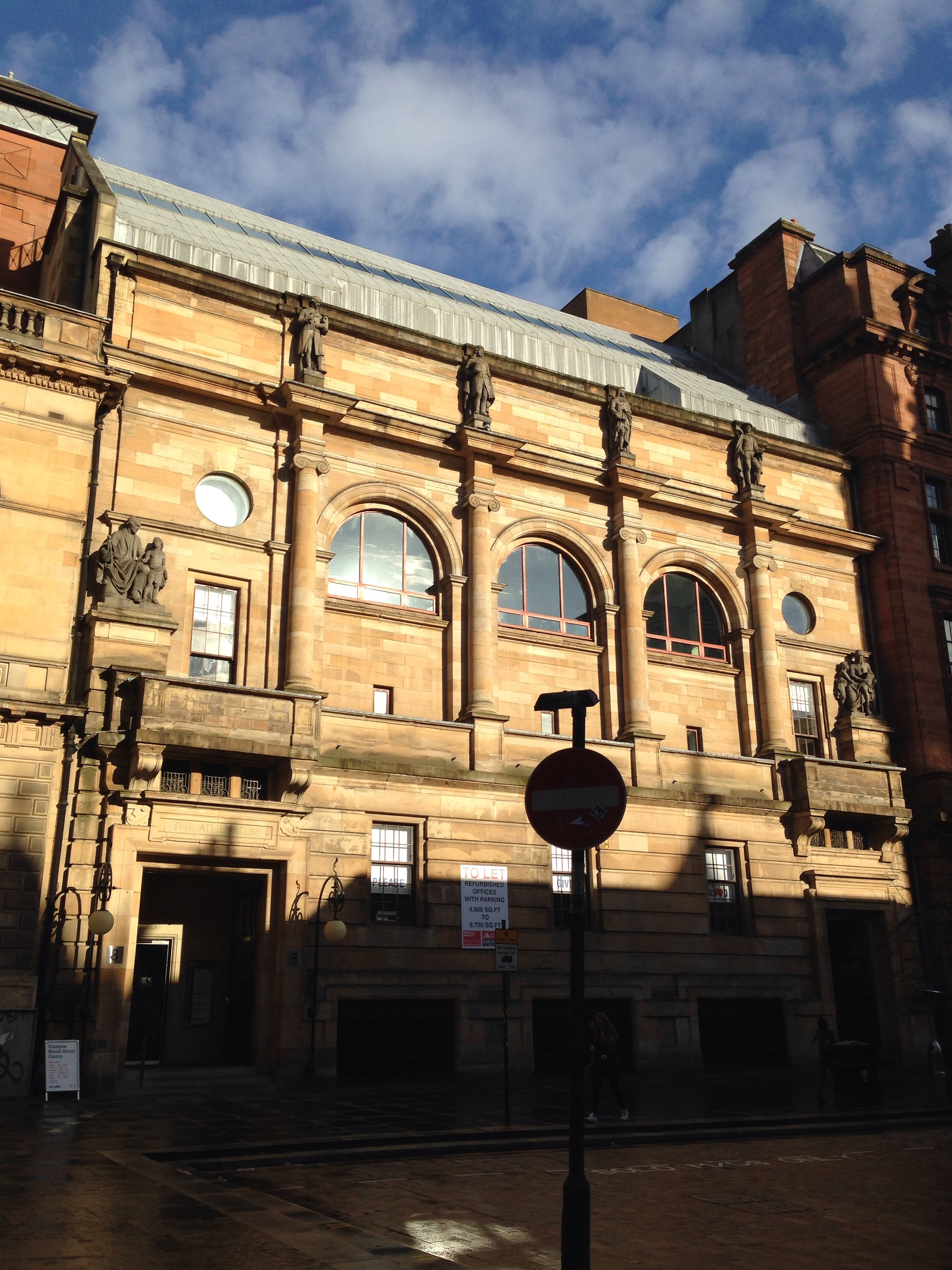
Südfassade des Athenaeum Theatre am Nelson Mandela Place

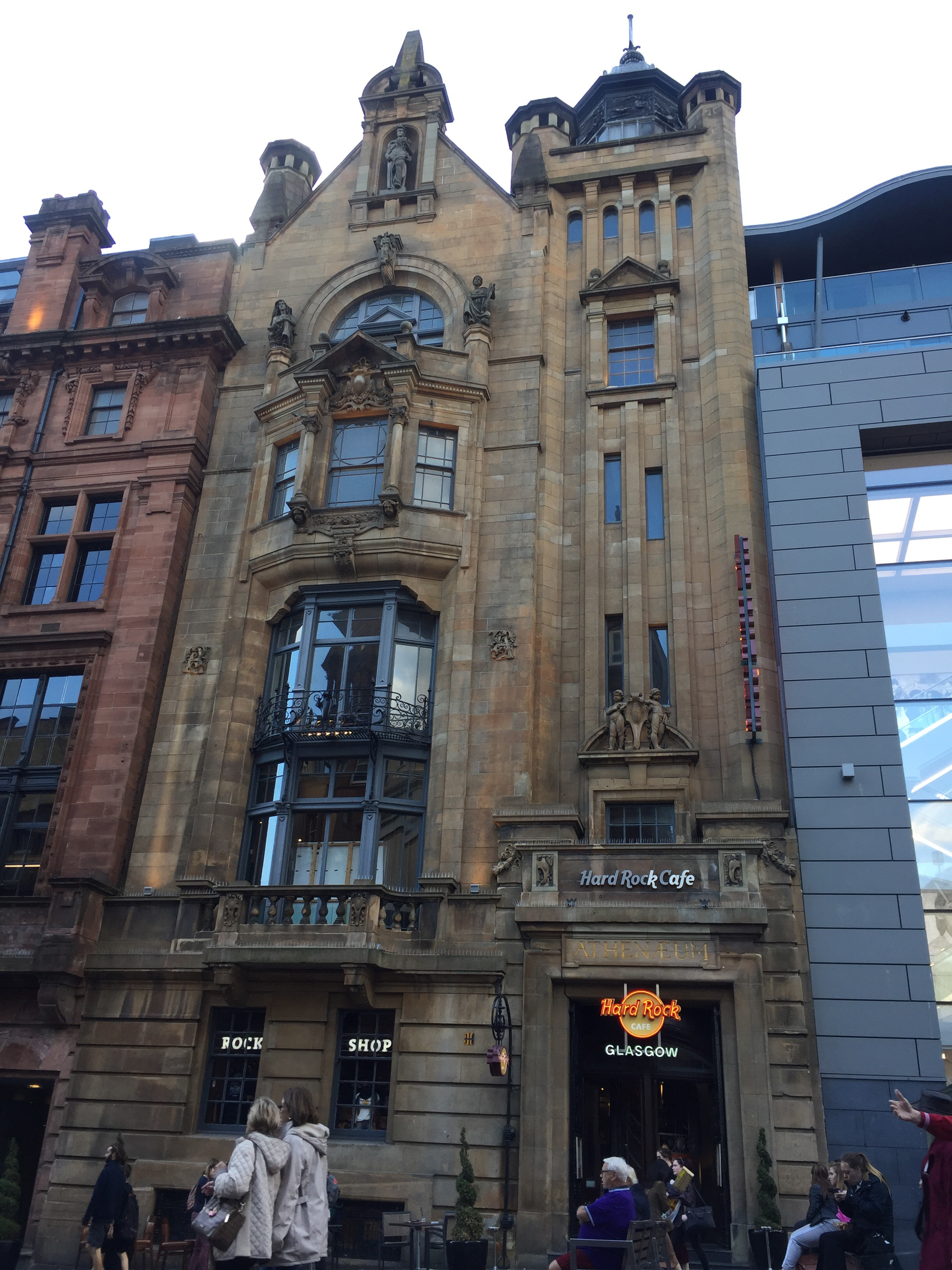
Ostfassade an der Buchanan Street

Das Athenaeum Theatre ist ein Theatergebäude in der schottischen Stadt Glasgow. Nach einer Umnutzung wird es heute nicht mehr als solches genutzt. Der Theaterkomplex besteht aus zwei einzelnen Gebäuden, die 1966 separat in die schottischen Denkmallisten jeweils in der höchsten Denkmalkategorie A aufgenommen wurden.

## Geschichte
Mit der Gründung der The Glasgow Athenaeum School of Music wurde das Bauwerk als Theaterschule errichtet und bereits drei Jahre später erweitert. In den 1930er Jahren erwies sich das Gebäude als zu klein. Darum wurde der benachbarte Glasgow Liberal Club als Erweiterung aufgekauft. Nachdem 1984 erneut größere Räumlichkeiten benötigt wurden, entschied man sich für einen Neubau für das heutige Royal Conservatoire of Scotland, der 1988 offiziell eröffnet wurde.
Der ältere Teil des Theatergebäudes befindet sich am ehemaligen St George’s Place, dem heutigen Nelson Mandela Place. Es wurde zwischen 1886 und 1890 erbaut. Die Erweiterung entlang der Buchanan Street entstand zwischen 1891 und 1893. Als Architekt lieferte John James Burnet die Entwürfe für beide Bauwerke. Im Jahre 1932 verheerte ein Brand Teile des Innenraums des älteren Gebäudes. Für eine Überarbeitung und Erweiterung in den 1960er Jahren zeichnet Alexander Buchanan Campbell verantwortlich. Um 2007 wurde das Bauwerk zu einem Geschäftsgebäude umgestaltet. Im Zuge der Umbauarbeiten gingen verschiedene Elemente des Innenraums verloren.